# ハビエル・ソラナ
フランシスコ・ハビエル・ソラーナ・デ・マダリアーガ（Francisco Javier Solana de Madariaga、1942年7月14日 - ）は、スペイン・マドリード出身の政治家、物理学者。かつてはフェリーペ・ゴンサーレス政権下で閣僚を務め、その後1995年から1999年までは北大西洋条約機構事務総長、1999年から2009年までは欧州連合の共通外交・安全保障政策上級代表、欧州連合理事会ならびに西欧同盟の事務総長を歴任した。

## 人物
ソラナの家柄はスペインでも名門とされており、大おじには国際連盟軍縮部会のスペイン全権を務め、外交官や作家であり、欧州における差別撤廃を唱えたサルバドール・デ・マダリアーガ、その妻（大おば）はスコットランド文学者、経済史学者のコンスタンス・アーチボルドで、その娘にはフランシス・ベーコンを研究したニエベス・マシューズがいる。父は化学者で、兄のルイス・ソラナはフランシスコ・フランコ独裁体制に対して反対運動を展開し、投獄された経験を持つ。ルイスはその後、スペイン国内の通信業界で活躍し、日米欧委員会において初の社会党員の委員となった。
ソラナは厳格なカトリック中等学校であるエル・ピラール校で学び、マドリード・コンプルテンセ大学 (UCM) に進学する。コンプルテンセ大学の学生だった1963年、大学当局から大学革新週間と称する反体制運動フォーラムの設立認可を受ける。1964年には極秘でスペイン社会労働党 (PSOE) に入党した。当時の社会労働党は1939年のスペイン内戦後以降、フランコ政権下で非合法とされていた。また同じ年にソラナはコンプルテンセ大学を卒業、その後1年間はスペイン科学研究高等会議(Consejo Superior de Investigaciones Científicas, CSIC) やイギリスで研究活動を続けた。
1965年にはアメリカ合衆国へ渡り、6年間フルブライト・プログラムを活用してシカゴ大学、カリフォルニア大学サンディエゴ校、バージニア大学大学院と、各地の大学に留学した。特にバージニア大学大学院では、当時教授だったニコラス・カブレラのもとで助手となり、物理学の教鞭をとるその一方で独自研究を続けていた。また、ベトナム戦争抗議運動にも加わり、留学生協会の代表を務めた。1971年、バージニア大学から論文 Theory of the Elementary Excitation Spectrum of Superfluid Helium: the Roton Lifetime で物理学博士号を取得し、予定を1年間延長してアメリカでの研究を続けた。その後スペインに戻り、マドリード自治大学 (Universidad Autónoma de Madrid, UAM) で固体物理学の講師、1975年にコンプルテンセ大学教授となる。この間に30本以上の論文を手がける。その後1990年代初頭までに数多くの Ph.D. を受けた。

## スペイン時代

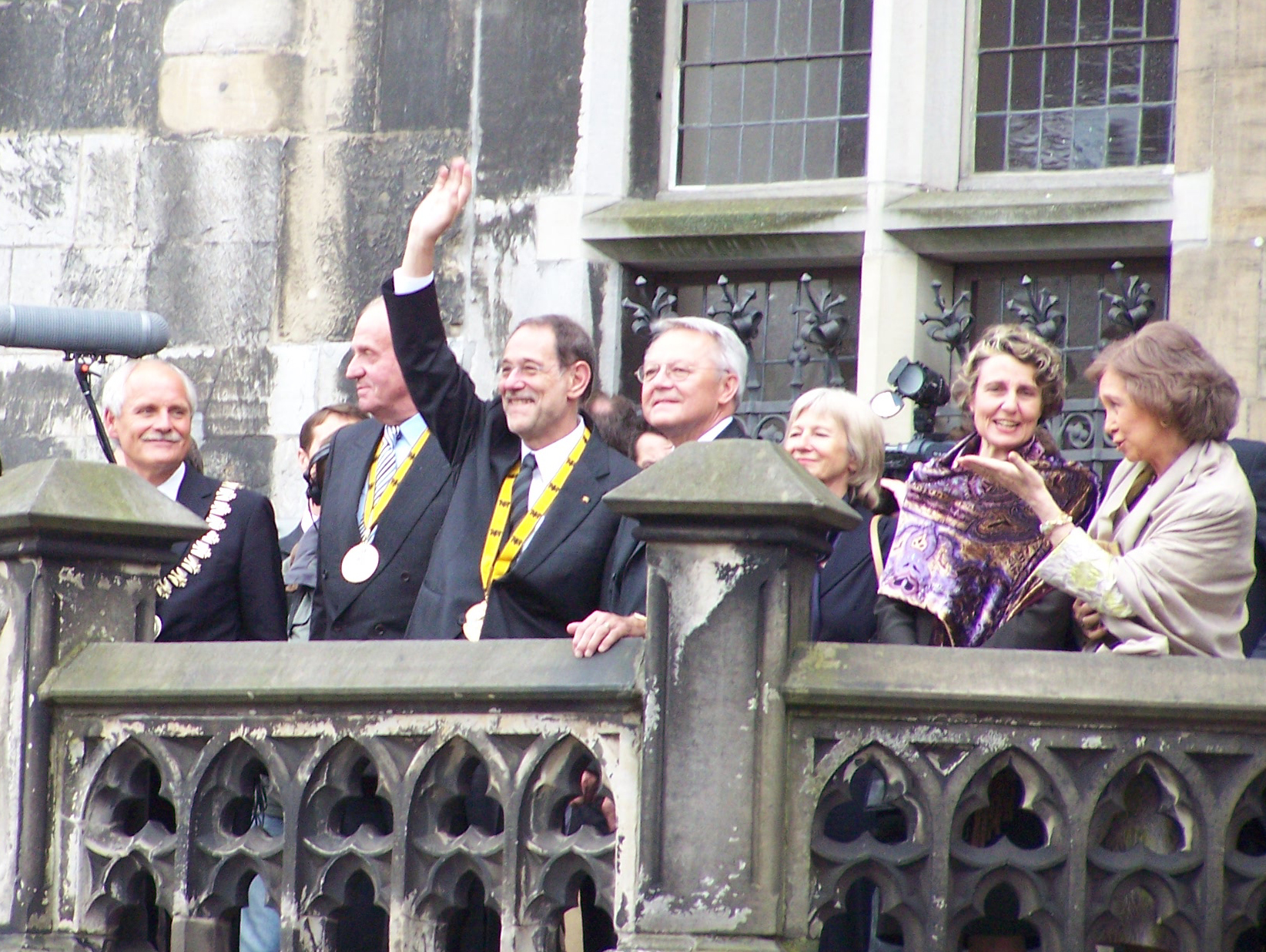
カール大帝賞を受賞したソラナ（中央、2007年5月17日アーヘン市庁舎において）
カール大帝賞は欧州の統合に寄与したと評価される人物に与えられる。左は1982年に同賞を受賞したスペイン国王フアン・カルロス1世。

1971年、スペインに帰国したソラーナは社会労働党の代表として民主化運動団体Coordinación Democrática（民主勢力調整機構）に加わった。
1976年、スペイン内戦以降初めて開かれた社会労働党大会で、ソラナは連邦執行委員会書記、広報委員に選出され、その後5年間書記を務めた。また党書記長であったフェリーペ・ゴンサーレスとは親密な関係にあり、フランコ後の党の方針転換に大きな影響を与えたとされている。1976年パリ近郊のシュレンヌ、1977年スペインでそれぞれ開かれた社会主義インターナショナル大会に社会労働党代表として参加した。1977年5月20日、サルスエラ宮殿でのフアン・カルロス1世とゴンサレスの会談に同行した。
その後コンプルテンセ大学教職員組合の代表となり、1977年6月15日、下院議員選挙に当選する。1981年2月23日、アントニオ・テヘーロ率いる治安警備隊部隊が王政復古を目指してクーデター（23-F）を企て、下院を占拠する。そのときソラナも18時間身柄を拘束された。
1982年10月28日、社会労働党は下院選挙で350議席中202議席を獲得し歴史的大勝を収める。12月3日、第1次ゴンサーレス内閣で文化相に就任、およそ6年間務めたのち1988年に教育・科学相に就任する。1985年7月5日からの3年間は文化・政府報道官を兼務した。
1992年7月22日、病を患っていたフランシスコ・フェルナンデス・オルドニェスに代わり外相に就任する。この日はマドリードでの第2回イベロアメリカ首脳会議の初日前日であった。1995年11月27 - 28日、スペインは当時、欧州連合理事会議長国であり、ソラーナはバルセロナで開かれた理事会の議事進行を務め、そこで地中海地域の文化交流と経済統合へのプロセスとなるバルセロナ宣言が採択された。
閣僚を務めた13年の政治手腕から、ソラナは着実な外交力を持つと評価されていった。ゴンサレス政権後期の外相就任により、後に明らかとなった政権内の汚職や、反テロリスト解放グループ(GAL)とバスク祖国と自由(ETA)との間での紛争をめぐるスキャンダルに巻き込まれることにならなかった。1995年の暮れにかけて、ソラーナは当時ゴンサーレス政権発足当初から閣僚として残っていたが、翌年3月の社会労働党書記長選挙でゴンサーレスの有力な後継者と目されていた。ところがソラナは国際政治の舞台に飛び込んでいった。
NATO事務総長の任にあった間も、ソラーナは社会労働党やスペイン国内で政治的に活動していた。1997年6月、第36回社会労働党大会においてソラーナは執行委員会を離れ連邦委員会委員に選出され、その後3年間で2度再選された。2003年2月5日の国際連合安全保障理事会でアメリカ国務長官コリン・パウエルがイラクの大量破壊兵器保有を主張する演説（パウエル報告）を支持したことにより、ソラーナは党書記長のホセ・ルイス・ロドリゲス・サパテーロと対立することになった。サパテーロはホセ・マリア・アスナール国民党政権によるイラク戦争支持に反対していた。ソラナはゴンサレスとともに社会労働党の古い世代の代表格と見られている。2005年2月15日、ソラーナはバスクの独立性に関するイバレチェ・プラン（バスクとスペインとの自由連合を提唱）について、欧州憲法草案に分離バスクの代表権は存在し得ないとして批判した。

## NATO事務総長時代
1995年12月5日、ソラナは政治スキャンダルのために辞任を余儀なくされたウィリー・クラースの後任として NATOの事務総長に就任した。就任にさいして、過去にソラナが NATOについて批判的な発言があったとして議論を呼んだ。それを示すのがソラナが以前に著した「NATOにNOと言う50の理由」(50 Reasons to say no to NATO) という論文で、このことでアメリカはソラナを危険人物リストに掲載していた。1982年5月30日、スペインはNATOに加盟したが、その年末に社会労働党が政権を獲得したさい、社会労働党やソラナは以前からの反NATOから親NATO、親米に路線を変更した。1986年3月12日、スペインでは NATO残留の是非を問う国民投票が実施され、社会労働党とソラナは賛成運動を展開し、結果残留に賛成とする票が反対とする票を上回った。過去の反NATO活動について批判を受けた際、ソラナは「その批判はNATOの冷戦からの流れと決別する決意の表れである」として喜んでみせた。
事務総長就任直後、ソラナはボスニア紛争に関して、12月20日に国連の作戦を引き継ぎ、6万人の兵力を持つ多国籍和平履行部隊 (IFOR) が中心となるNATOの Joint Endeavour 作戦の指揮にあたった。これは前年8月と9月のNATOによるボスニア・ヘルツェゴヴィナ爆撃のあとにまとめられたデイトン合意に基づくものである。作戦遂行にあたって、ソラナは同盟欧州司令部緊急対応部隊 (ARRC) を展開した。[996年12月、ARRC は活動を再開、3万2千人の兵力を有する平和安定化部隊 (SFOR) が任務を引き継ぎ Joint Guard 作戦を展開、1998年6月以降は Joint Forge 作戦を遂行した。
ソラナの指揮の下、また冷戦後時代に対応して、NATOは政治・軍事機構を再編し、基本戦略を変更した。NATO加盟国とその交渉相手国との間で異なる要望があがる中でうまく意見を取りまとめたとして、その外交手腕が高く評価された。1995年12月にフランスがNATO軍事機構に復帰、1996年11月にはスペインも軍事機構に加わった。1997年5月27日、5か月もの長期にわたる困難な交渉の結果、ロシア外相エフゲニー・プリマコフとの間で基本文書に合意、パリで調印した。このできごとはロシアとNATO中心国との間の戦闘状態が正式に終結したことを意味するものであり、外交上重要なものである。また同日、ヨーロッパのNATO加盟国と非加盟国との関係改善を目的に、欧州・大西洋パートナーシップ理事会が創設された。7月にはマドリードで旧東側のチェコ、ハンガリー、ポーランドが NATO 入りに向け協議を開始し、1999年3月12日に加盟が実現している。

### コソボ紛争
旧ユーゴスラヴィアでの平和維持活動は困難な状況で、また活動そのものに異論が出ている中で続けられていた。IFOR、SFOR はボスニアのセルビア人指導者ラドヴァン・カラジッチやラトコ・ムラディッチの拘束に時間がかかっていることについて批判が集まっていた。1998年末にはセルビア共和国コソボ自治州で、セルビア政府とアルバニア系強硬派「コソボ解放軍」(KLA) との間で武力衝突が泥沼化し、1999年1月15日にはラチャク村事件が発生、アルバニア系住民45人が殺害された。NATOは両者を強制的に抑えるためには平和維持軍の投入以外に方法がないと判断した。1999年1月30日、NATOはユーゴスラヴィア空爆開始に向けた準備を行うことを発表、両者に対して武力衝突の停止を迫った。2月6日、ソラナはパリ郊外のランブイエ城で行われた両者との交渉に臨んだが、結果は不調に終わった。
3月24日、ソラナは歴史的にセルビアとつながりを持つロシアの反対を受け、国連安全保障理事会の支持をとりつけられなかったにもかかわらず、目標を軍民問わずに空爆を開始した。そのさい、空爆は「人道的見地」から必要であり、NATO の使命としてヨーロッパの平和を維持し、ボスニア紛争 (1992-1995) 時に起こった「民族浄化」を回避するためのものであると正当化した。
ソラナとNATOは空爆により民間人の犠牲が出たことで批判を受けた。4月23 - 24日、北大西洋理事会がワシントンD.C. で開かれ、加盟国首脳はNew Strategic Conceptに合意し、機構の基本防衛戦略の本質的な部分を変更、権限を拡大した。これにより以前に比べ危機的状況においてより広範囲の分野で人道的介入に着手できるようになり、NATOが紛争拡大の回避・抑制を図ることが可能となり、NATOはさらなる軍事的抑制力を持つようになった。6月10日、セルビア軍はコソボから撤退、NATO軍は攻撃を停止しコソボ紛争は終結した。同日国連安全保障理事会は決議1244を採択し、NATO、ARRC はコソボ国際安全保障部隊(KFOR)の指揮を執ることとなり、6月12日より共同でコソボの治安維持や統治にあたった。10月6日、ソラナは NATO 事務総長を2か月前倒しして退任、ジョージ・ロバートソンと交代した。

## 共通外交・安全保障政策上級代表時代
1999年6月3 - 4日にケルンで開かれた欧州理事会で、ソラナは欧州連合の共通外交・安全保障政策上級代表に指名された。共通外交・安全保障政策とはマーストリヒト条約によって、欧州連合の3つの柱の第2、第3の柱として導入されたものであり、上級代表には4000万ユーロの予算権限が与えられ、その多くがバルカン問題にあてられてきた。また同時に共通外交・安全保障政策上級代表は欧州連合理事会事務総長も兼務することになり、政治・安全保障委員会を取り仕切り、半年ごとに交代する議長国の引き継ぎのさいには、それがうまくなされるよう調整にあたっている。
理事会決定の取りまとめや実行のさいにも、事務総長としてその職務に携わっている。さらに欧州連合を代表し、その時々の議長国の同意の下で他国との交渉に臨む権限を与えられている。欧州理事会の指名を受けて、ソラナは同年10月18日に共通外交・安全保障政策上級代表、欧州連合理事会事務総長に就任した。
共通外交・安全保障政策の基本理念はアムステルダム条約で導入された欧州安全保障防衛政策である。先述のケルン、1999年12月のヘルシンキでの欧州理事会の会合において、軍事・安全保障行動についてまとめたペテルスベルク・タスクの遂行のために、6万人の兵力を持つ強力な欧州緊急対応部隊の創設に合意した。11月20日ソラナはさらに西欧同盟の事務総長を兼務することになった。ただし西欧同盟はヨーロッパの防衛・安全保障機関としてはほぼ活動休止状態にあった。ソラナが西欧同盟の事務総長に就任してからは活動の機会が増えたと言われているが、西欧同盟の機能は欧州連合に移管されつつあり、ソラナはこの移管の過程を監督し、また西欧同盟の共通外交・案全保障政策への部分的統合の作業にあたっている。例を挙げると、かつて西欧同盟の機関だった安全保障研究所や衛星センターは、現在共通外交・安全保障政策に移管されている。
2000年5月クリントン政権はソラナについて、ヘンリー・キッシンジャーが望んでやまなかったヨーロッパとのホットラインが実現した、と評した。2003年2月には欧州安全保障戦略を発表し、テロリズムを含めた欧州連合の安全に対する脅威を列挙、定義した。2004年3月25日、ハイス・デ・ヴリーズを共通外交・安全保障政策反テロリズム調整官に任命し、その使命は欧州連合のテロリズムとの対決について、整備、計画、調整することであるとした。
2004年6月29日、ソラナの職責はさらに拡大された。欧州連合初代外相の指名を受けることで、共通外交・安全保障政策と欧州委員会外交担当委員の両方をこなすこととなった（2000年5月、当時欧州委員で外交を担当していたクリス・パッテンは、ソラナの活動は職権を逸脱していると批判していた）。また2006年、欧州憲法条約の批准が完了していれば、欧州連合理事会の「副大統領」となるはずであった。このほか2004年7月12日、欧州連合加盟国の防衛支出の効率性を確保、向上させるために新設された欧州防衛機関の首脳に指名された。
ソラナは欧州憲法条約草案において新たに与えられる権限に関して批判と賞賛を受けた。そのさい、新憲法下においても加盟国の満場一致の同意がなければ、この役職はいかなる行動も認められないと反論した。
ソラナは2005年4月18日、翌月29日に欧州憲法条約批准の是非を問う国民投票を控えたフランスの学生に対し、一部のアメリカの新保守主義者は欧州憲法条約の発効を欧州の新たな力の登場ととらえているため、欧州憲法条約に反発する者がいると述べた。また5月4日には、欧州憲法条約は NATO を弱体化させる性格のものでないと発言した。欧州憲法条約の批准には全加盟国の同意が必要であるが、フランスの有権者は明確に欧州憲法条約に反対を示した。ソラナはこの投票結果を受けてもなお欧州連合は世界の舞台において重要な役割を持ち、新たな外交政策を着実に実施していくと表明した。

### 欧州連合での外交政策

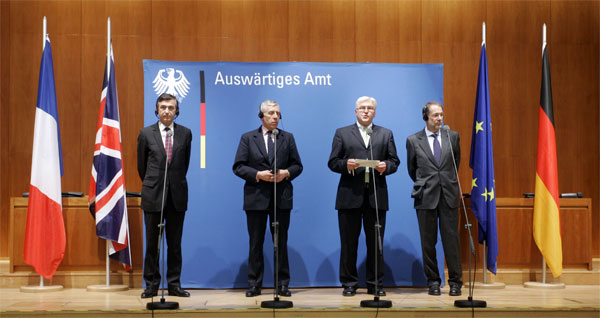
イランの核物質濃縮問題に関する外相会談後の記者会見にて（2006年、ベルリン）
左からドスト＝ブラジ（フランス）、ストロー（イギリス）、シュタインマイヤー（ドイツ）、ソラナ

ソラナは中東諸国や、ボリビア、コロンビアといったラテンアメリカ諸国と欧州連合との間での協定に関する交渉に臨んできた。またユーゴスラヴィアに残った諸国の安定に関して、中心的な役割を果たした。すなわち、完全な独立を得るためにセルビアとモンテネグロに連邦国家を形成することを提案、この目的をコソボとヴォイヴォディナの独立要求をドミノ的に発生させないようにするためとした。この提案に対し、地元メディアは皮肉をこめて、新たな国家の名称を「ソラニア (Solania)」と報じた。
2002年1月21日、ソラナはグァンタナモ米軍基地に収容されている犯罪者について、ジュネーヴ条約に基づいた扱いをするべきだと発言した。また欧州連合はイラク侵攻のような戦争は、これから先、交渉による努力で解決するべきだと表明した。また、ソラナは自分の職務でもっとも困難を感じたのは、欧州連合加盟国の中で国連安全保障理事会の常任理事国でもあるイギリスとフランスが、対イラクをめぐる方針でその路線が一致しなかったときだと述べている。
イラクの体制変革を狙ったアメリカを東欧諸国が支持することが示された、いわゆるビリニュス書簡や、イギリス、イタリアを含む8か国が同様に発した書簡は共通外交・安全保障政策の権威が失墜したものと受け止められている。
またソラナはイスラエル・パレスチナ間の紛争解決においても重要な役割を果たしている。欧州連合のほか、国際連合、ロシア、アメリカで構成される中東カルテットの枠組みの中で、「和平へのロードマップ」の構築に尽力している。2004年7月22日、ソラナはそれまで拒否され続けてきたイスラエル首相アリエル・シャロンとの会談に臨み、欧州連合のロードマップへの関与に成功した。2005年1月9日のパレスチナ自治政府大統領選挙を妨害しているとしてイスラエルを非難するが、4日後には再びシャロンとの会談を行った。
2004年11月、ソラナはイギリス、フランス、ドイツ3か国とイランとの間で行われた核物質濃縮の停止を求める交渉を支援した。また同じ月にはウクライナ大統領選挙に関して候補者2人の仲介にあたり、翌年1月21日には正式に大統領に就任したヴィクトル・ユシチェンコと、将来の欧州連合への加盟について議論した。

## その他

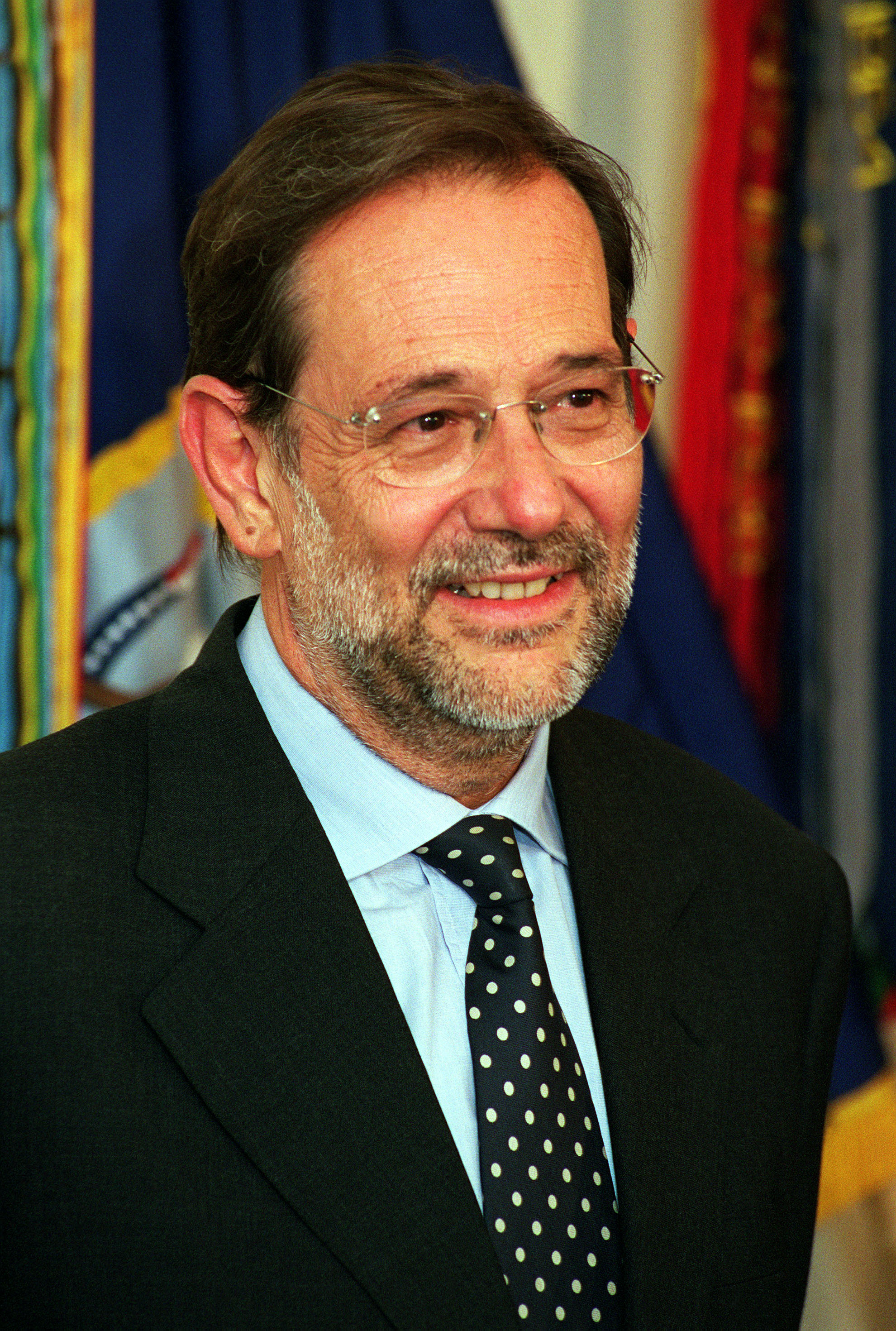
アメリカ国防総省メダルを授与されるソラナ（1999年、ペンタゴン）

ソラナには家族として妻コンセプション・ヒメネスと、コンセプションとの間に成人した子ディエゴとベガがいる。ソラナは現在ブリュッセルに住んでおり、自宅としているマンションはスペインの政治家にとってブリュッセルにおいては重要な場所とされている。ソラナは英語のほかフランス語にも長けている。
NATO の司令官だったウェズリー・クラークがソラナに外交の秘訣について尋ねた際、ソラナは「敵を作らないことと自分がわからないような、不要な質問を絶対にしないことだ」と答え、さらに「外交は円積問題のようなものだ」と加えた。
アメリカのNATO全権代表アレクサンダー・ヴェルシュボウはソラナについて、大西洋に隔てられた NATO 加盟各国の首脳の団結が求められるときに、水面下で調整にあたり、意見を取りまとめるその能力は卓越したものだ、と評している。アメリカの外交政策に重要な影響力を持つ外交問題評議会 (CFR) の場における演説は高い評価を受けた。またニューヨークに本部を置く東西研究所や外交政策協会 (FPA) においても精力的に活動している。
このほか受賞歴などに、聖マイケル・聖ジョージ勲章、ローマクラブスペイン支部会員、スペイン・イサベル女王大十字勲章、ドイツ国防省マンフレート・ヴェルナーメダル、マダリアーガ欧州財団理事長(1998- )、the Vision for Europe Award（2003年）東西研究所Statesman of the Year Award（2003年）、カーネギー財団（オランダ）平和賞（2006年）がある。また2007年には欧州統合に対する際立った功績を評価されカール大帝賞を受賞している。

## 著書
- ハビエル・ソラナ、クリスティーヌ・ラガルド、ジャン＝クロード・トリシェ、ジョージ・ソロスほか『混乱の本質』（徳川家広訳、土曜社、2012年）
- ハビエル・ソラナ、イアン・ブレマー、ジョセフ・ナイほか共著『新アジア地政学』（福戸雅宏ほか共訳、土曜社、2013年）